# Palazzo Bettoni Cazzago
Palazzo Bettoni Cazzago, già Fenaroli Avogadro, è un palazzo storico di Brescia che si affaccia su via Antonio Gramsci e con retro su piazza Bruno Boni. Situato in pieno centro storico cittadino, nel contesto delle antiche mura urbiche rientrava nella quadra di san Giovanni.
Costruito nel Settecento, è stato profondamente rimaneggiato nel Novecento ma conserva ancora numerosi elementi dell'architettura originaria, tra i quali la cappella gentilizia interna. Alla fine del Novecento è stato interessato dal progetto di riqualificazione della corsia del Gambero, che ha portato all'inaugurazione, nel 1998, di piazza Bruno Boni, del quale il retro del palazzo costituisce da allora una quinta monumentale.

## Storia
Nei primi decenni del XVIII secolo la nobile famiglia Cazzago, che aveva le proprie residenze nella zona est della città, acquista dalla famiglia Albani questa elegante dimora signorile in pieno centro. Con l'estinzione della discendenza maschile dei Cazzago, però, la proprietà passa in eredità ai conti Bettoni, che a loro volta lo alienano a privati nell'Ottocento.
Il palazzo viene quindi profondamente rimaneggiato nel XX secolo, pur conservando alcuni tratti originali sia internamente, sia esternamente. L'edificio, ormai frazionato, ospita oggi una serie di appartamenti ed esercizi commerciali.
Alla fine del Novecento, il giardino retrostante il palazzo viene interessato dal progetto di riqualificazione della corsia del Gambero, progetto che porta all'inaugurazione, nel 1998, di piazza Bruno Boni, ricavata occupando l'area dell'ex giardino privato.

## Descrizione
Dell'originale architettura si conserva, all'esterno, un portale barocco su via Gramsci caratterizzato da singolari bugne prospettiche, vezzo propriamente bresciano ma raramente conservato integro. All'interno, invece, vi sono numerosi affreschi settecenteschi, concentrati nelle sale del piano nobile.
All'interno dell'edificio è ancora visibile la cappella gentilizia privata, all'epoca appartenente, nonché gestita, al complesso conventuale degli Umiliati cui faceva capo la chiesa di Santa Maria Maddalena sul retro.
Il prospetto posteriore del palazzo, con portico centrale, un tempo affacciato sul proprio parco, costituisce oggi una quinta monumentale per piazza Bruno Boni.